# Campionato di football americano della Siberia 2018
Il campionato di football americano della Siberia 2018 è la 1ª edizione dell'omonimo torneo di football americano .

## Squadre partecipanti
| Club                   | Città       | Stadio | Sponsor ufficiale |
| ---------------------- | ----------- | ------ | ----------------- |
| Novosibirsk Iron Wings | Novosibirsk |        |                   |
| Tomsk Warriors         | Tomsk       |        |                   |

## Stagione regolare

### Calendario

#### 1ª giornata
| Novosibirsk 1º luglio 2018 | Novosibirsk Iron Wings | 13 – 8 (0-2 7-0 0-0 6-6) referto | Tomsk Warriors | Stadion Čkalovec |

#### 2ª giornata
| Tomsk 15 luglio 2018 | Tomsk Warriors | 0 – 37 (0-0 0-13 0-15 0-9) referto | Novosibirsk Iron Wings | Stadion Temp |

#### 3ª giornata
| Kemerovo 5 agosto 2018 | Novosibirsk Iron Wings | 33 – 14 (7-6 7-0 12-2 7-6) referto | Tomsk Warriors | Stadion Kirovec |

#### 4ª giornata
| Tomsk 12 agosto 2018 | Tomsk Warriors | - – - (annullata) referto | Novosibirsk Iron Wings | Stadion Temp |

### Classifica
La classifica della regular season è la seguente.
- PCT = percentuale di vittorie, G = partite giocate, V = partite vinte,  P = partite perse, PF = punti fatti, PS = punti subiti

| Pos. | Squadra                | PCT   | G | V | N | P | PF | PS |
| ---- | ---------------------- | ----- | - | - | - | - | -- | -- |
| 1    | Novosibirsk Iron Wings | 1.000 | 3 | 3 | 0 | 0 | 83 | 22 |
| 2    | Tomsk Warriors         | .000  | 3 | 0 | 0 | 3 | 22 | 83 |

### Finale
| Novosibirsk 2 settembre 2018 | Novosibirsk Iron Wings | 17 – 0 (2-0 3-0 6-0 6-0) referto | Tomsk Warriors |  |

## Verdetti
- Novosibirsk Iron Wings Campioni della Siberia 2018

## Marcatori
| Giocatore    | Sq.                    | TD rush | TD recv | TD int | TD p.ret | TD k.ret | TD oth | Xp1 | Xp2 | FG  | Saf | Totale |
| ------------ | ---------------------- | ------- | ------- | ------ | -------- | -------- | ------ | --- | --- | --- | --- | ------ |
| Sinjakov     | Novosibirsk Iron Wings | 4       | 1       | 0      | 0        | 0        | 0      | 0   | 1   | 0   | 0   | 32     |
| Protasov     | Novosibirsk Iron Wings | 0       | 3       | 1      | 0        | 0        | 0      | 0   | 0   | 0   | 0   | 24     |
| Simanenko    | Novosibirsk Iron Wings | 3       | 0       | 0      | 0        | 0        | 0      | 0   | 0   | 0   | 0   | 18     |
| Lomakin      | Novosibirsk Iron Wings | 0       | 0       | 0      | 0        | 0        | 0      | 7   | 0   | 0+1 | 0   | 10     |
| Bolotbek     | Novosibirsk Iron Wings | 0       | 0+1     | 0      | 0        | 0        | 0      | 0   | 0   | 0   | 0   | 6      |
| Chaleev      | Tomsk Warriors         | 1       | 0       | 0      | 0        | 0        | 0      | 0   | 0   | 0   | 0   | 6      |
| Nikitin      | Tomsk Warriors         | 0       | 1       | 0      | 0        | 0        | 0      | 0   | 0   | 0   | 0   | 6      |
| Russkich     | Novosibirsk Iron Wings | 0       | 0       | 0+1    | 0        | 0        | 0      | 0   | 0   | 0   | 0   | 6      |
| Vertoprachov | Tomsk Warriors         | 0       | 1       | 0      | 0        | 0        | 0      | 0   | 0   | 0   | 0   | 6      |
| Team         | Novosibirsk Iron Wings | 0       | 0       | 0      | 0        | 0        | 0      | 0   | 0   | 0   | 1+1 | 4      |
| Team         | Tomsk Warriors         | 0       | 0       | 0      | 0        | 0        | 0      | 0   | 0   | 0   | 2   | 4      |

- Miglior marcatore della stagione regolare: Sinjakov ( Novosibirsk Iron Wings), 32
- Miglior marcatore dei playoff: Bolotbek e Russkich ( Novosibirsk Iron Wings), 6
- Miglior marcatore della stagione: Sinjakov ( Novosibirsk Iron Wings), 32